# デスシャドウ号
デスシャドウ号（デスシャドウごう）、またはデスシャドー号（デスシャドーごう）は、松本零士の漫画やアニメに登場する､架空の宇宙戦艦。

## 概要
初出は『大海賊ハーロック』（朝日ソノラマ刊）。設定やデザインに関しては各作品によって異なる（詳細は後述）が、若き日のハーロックとトチローがアルカディア号に乗る以前に使用していた船とされていることが多い。艦首のデザインは多くの作品で上部は2本の長い角が付いたようになっていて、艦底側は鋭く尖ったものになっており、さながらトリケラトプスの角のようである。一方、『ザ・トチロー』に登場したタイプのように、のっぺりしたデザインのものもある。船体後部の左右側面には髑髏が描かれているものが多く、船体と一体化し大きく角ばったエンジンを船尾に1基装備したデザインも多くの作品で共通している。なお､アルカディア号と違い船体後部に主翼や船尾楼はない。
『ニーベルングの指環』や『コスモウォーリアー零』など、1990年代以降の作品では、鋭角艦首型のアルカディア号に本艦の艦名をつけているものもある。

## 構造・仕様など
註：ここでは主に映像化されている作品『銀河鉄道999』映画版1作目、『わが青春のアルカディア』、『わが青春のアルカディア 無限軌道SSX』での設定を元に記す（右記の諸元も同様）。
かつてハーロックが乗っていたア・ドミラル級の戦艦。ハーロックとトチローとの会話から、本艦以外の同型艦は存在したものの、いずれもイルミダスとの戦いにより撃沈されたことが判明している。『無限軌道SSX』小説版第1巻で明らかにされているスペックでは全長286メートル、動力は次元流動型ヒート機関、武装は主砲として3連装エネルギービーム砲を3基装備するほか、ミサイル発射管を多数装備となっている。主砲配置は前甲板に2基、後甲板に1基であり、艦尾左右後方45度（アニメ『宇宙海賊キャプテンハーロック』第12話のハーロックの台詞より）が死角のアルカディア号と違って、射界は全周に対応している（これは敵が艦の水平面より上に位置している場合、との仮定になるが）。
『SSX』の前作にあたる映画『わが青春のアルカディア』では、イルミダスの地球侵略の際にはハーロックが艦長を務めていたが、戦歴は劇中のセリフとして「キャスルメイン星団区の戦い」という会戦について言及されるのみである。艦長としての最後の任務は、太陽系連合の支配下に置かれていた植民惑星からの市民（主に地球からの移民者）の引き上げだった。この映画の冒頭において、ハーロックはイルミダス軍に利用させないためにわざと無理な着陸を行い航行不能にさせたが、その後同軍に接収・修復され『SSX』作中に2回登場し、ハーロックを苦しめた。
1回目は艦長をレビの父ベンツェルが務めた。イルミダスはフルオート化を嫌っており、艦長などのポストに地球人やイルミダス人を配置する傾向がある。この時の本艦の修理にはMr.ゾーンは関わっていない。2回目の登場時には、修理をMr.ゾーンが担当してフルオート化され、自動化船（セルフ・コントロール船）になっていた。
アルカディア号は苦戦を強いられたが、ベンツェルが後述する中央コンピューター室を破壊したことにより難を逃れ、本艦は惑星ヘビーメルダーに墜落した。後にトチローが最期を迎えるのも、本艦内になる。
本艦はハーロックの分身のようなもので、搭載されているコンピューターにはハーロックの戦法やそれに基づくアルゴリズム（思考手順）がインプットされている。このコンピューターはいわば本艦の心臓部であり、内部から破壊されることがないよう、その中央コンピューター室は侵入者に備えて探知ビームが張られている。銃や爆発物を持っているとセンサーがその反応を捉え、それに連動したレーザー砲が侵入者に対して容赦なく攻撃を加えるが万一コンピューターが破壊された場合、本艦の自爆装置が作動する。
人格を瞬時に電子データに変換し、アルカディア号の中枢大コンピューターへ伝送するシステムを備えている。『SSX』では、第21話で死期を悟ったトチローが本艦内のベッドに横たわり、自らレバーを引いて自分の人格（魂）を伝送しているが、『999』劇場版1作目では、機械伯爵の情報を聞きに訪れた星野鉄郎の手により自分の人格を伝送してアルカディアの心となったとされており、詳細が異なる。また『SSX』第21話冒頭でアルカディア号のコンピューターの改造作業を行った際のハーロックとの会話で「アルカディア号はデスシャドウと並んで俺が作りだした最高傑作」との発言から、太陽系連合時代に設計したことがわかる。
『ハーロック』漫画版や『999』劇場版に登場している、ヘビーメルダーでトチローの墓近くに埋没している艦は本艦であるが若干デザインが異なっている。同作品でのハーロックの弁によれば、トチローと生涯を賭けた夢を追っていた時に乗っていた艦とされる。

## 登場作品
『大海賊ハーロック』　
初登場作品。艦名はナカグロ入りの「デス・シャドウ号」で、形状は後の宇宙戦艦然としたものとは異なり、『宇宙戦艦ヤマト』に登場する沖田艦に近い艦首にフィンがついた葉巻のような型をしている。コスモレーダーに映らないステルス機能を搭載し、文字通り「死の影」に相応しい能力を持つ。地球艦を一撃で粉砕する三連装主砲や、強力な爆弾を内蔵し、砲撃では防衛できない速度を誇る小型艇を搭載しているほか、後のアルカディア号のように海賊島型の小惑星基地を有していた。
『宇宙戦艦デスシャドー』
タイトル通り、本艦が主役メカとして登場する短編作品。艦名は「デスシャドー」（号は付かない）である。短編集『帰らざる時の物語』に収録。デザインは『キャプテンハーロック』に登場した艦とほぼ同一。本作ではハーロックの愛する女性の頭部を、思考部品の一部として使用しているという設定。主砲は「衝撃砲」と称されている。反レーダー暗黒スクリーン装備のステルス艦である。
『ダイバー0』
『宇宙戦艦デスシャドー』版に似た黒一色にドクロマークの艦体。艦首艦底部は海上船舶のような形状。ダイバーゼロが船内で暴れても完璧には破壊不可能だとハーロックは述べている。主砲の名称は「次元砲」で、次元エネルギーを発射する。艦の存在を幻想スクリーンで欺瞞可能なシステムを持つ。後のアルカディア号のように、「俺の旗」としてマストに海賊旗を掲げるシーンがある。
『宇宙戦艦ヤマト』漫画版（「冒険王」連載）
主人公古代進の兄・守が海賊「ハーロック」と名乗って登場し、本艦に似たデザインの艦を使用している。艦首部は、のちの映画「わが青春のアルカディア」に登場する艦の原型のごとく、二本角が生えたようなデザイン。舷側に艦載機発着用のハッチがあり、艦内の照明は赤外線で人間の目には落とされているように見える。なお、進は気が付かなかったが、ヤマト艦長の沖田十三はハーロックの正体を見抜いていた模様である。
『クイーン・エメラルダス』番外編　（『週刊少年マガジン』1979年5月25日増刊号に掲載、単行本未収録）
OVA版でも、ヤマトと共に登場。
『エメラルダス』（プリンセス版）
厳密にはデスシャドウ号ではなく、ハーロック操る飛行船デス・ハーロック号として登場。クイーン・エメラルダス号とキャビン以外は同型で、エンジンは8基。ゴンドラに砲郭式の野砲を片舷8門、計16門搭載。
『宇宙海賊キャプテンハーロック』　漫画版　（『プレイコミック』連載、単行本秋田書店刊）
惑星ヘビーメルダーに不時着し、大地に艦首を突っ込んだ廃艦として登場。名前は「デスシャドウ号」ではなく、「デスシャドー号」と呼称。
『銀河鉄道999』　劇場版1作目
惑星ヘビーメルダーに不時着しており、トチローの住まいとして使われていた。艦の機能は一部生きている。
『わが青春のアルカディア』　及び　『わが青春のアルカディア 無限軌道SSX』
地球でワザと不時着して艦機能を喪失させたが、後に追跡艦として二度甦り、アルカディア号と砲火を交えた。惑星ヘビーメルダー上空で撃墜される。
『ザ・トチロー』 & 『ザ・トチロー2 わが青春のハーロック』
『ニーベルングの指環』
髑髏艦首型アルカディア号とこれまでに登場した本艦のデザインを合わせたようなデザインで登場し、艦長はグレート・ハーロック（ハーロックの父）。設計者はトチローの父。本作では、主砲はショックカノンと設定された。なお、鋭角艦首型のアルカディア号はデスシャドウ2号艦の名が与えられている。この艦の基本設計者もトチローの父である（グレート・ハーロックは「デスシャドウ2号艦はお前らにやるから、遠慮なく弄くって良いぞ」と若きハーロックとトチローに告げている）。
『松本零士999 〜Story of Galaxy Express 999〜』
『プレイステーション』用ゲーム。トチローの乗艦として『わが青春のアルカディア』版のデザインで登場。
『ガンフロンティアII』（大和書房刊　零次元宇宙年代記）
松本零士による小説媒体として登場。ハーロックとトチロー、シヌノラが宇宙を放浪する物語で、西部劇漫画『ガンフロンティア』の宇宙版という趣の作品。作中、大海賊メルメバルーサの襲撃を撃退した折に気に入られ、漆黒の海賊戦艦バルメラーザIII世号を拝領する。これを改名したものがデスシャドウ号である。トチローの案では赤だった。

## 備考
- 『ハーロック』に登場する、アルカディア号の基地である第二海賊島はデスシャドウ島と呼ばれている。デスシャドウ島の詳細については宇宙海賊キャプテンハーロック#海賊島を参照。
- 『ハーロック』にはエネルギー消滅惑星として、デスシャドウなる星が登場するが、これが本艦の名と関連性があるのかは明らかにされていない。
- 笹本祐一のSFライトノベル『ミニスカ宇宙海賊』に、劇中に「デスシャドウ」という海賊船が登場している。
- ウォー・シミュレーションゲームであるバンダイifシリーズの『宇宙戦艦ヤマト』に登場するユニットで、版権問題から「デスシャドウ号」との名ではないが、本艦に相当する「ブラックシップI」と言う艦船ユニットが登場する。波動砲などの特殊兵装こそないが、主人公艦「ヤマト」とほぼ同格の高性能艦で、艦載機も3ユニット（12機）搭載可能な航空戦艦である。「ブラックシップII」とされる「アルカディア号」よりも額面上は劣るが、上級ルールになると砲塔数が勝るので性能的には甲乙付けがたい物となっており、士気も同様に高く設定されている。